# Milutin Vidosavljević
Milutin Vidosavljević, né le 21 février 2001 à Belgrade en Serbie, est un footballeur serbe qui évolue au poste d'ailier droit au FK Radnički 1923.

## Biographie

### En club
Milutin Vidosavljević est formé au FK Čukarički. C'est avec ce club qu'il fait ses débuts professionnels, le 24 septembre 2017 à seulement 16 ans, lors d'une rencontre de championnat de la saison 2017-2018 face au FK Borac Čačak. Son équipe s'impose sur le score de deux buts à zéro ce jour-là. Le 19 mai 2019, Vidosavljević inscrit son premier but en championnat, face au Vojvodina Novi Sad (1-1).
Le 30 juillet 2021, il est prêté à l'équipe réserve du Levante UD,.
Après son passage peu convaincant en Espagne, Vidosavljević fait son retour en Serbie. Il est prêté le 25 juin 2022 au FK Radnički 1923 pour une saison. Vidosavljević inscrit ses deux premiers buts pour le club lors du même match, le 16 septembre 2022, face au FK Mladost Novi Sad (en), en championnat. Titularisé ce jour-là, il permet à son équipe de s'imposer avec ses deux buts (3-0 score final),.
Le 9 août 2023, Milutin Vidosavljević s'engage définitivement avec le FK Radnički 1923. Il signe un contrat de trois ans, soit jusqu'en juin 2026.

### Carrière en sélection nationale
Avec les moins de 17 ans, il participe au championnat d'Europe des moins de 17 ans en 2017. Lors de cette compétition organisée en Croatie, il ne joue qu'une seule rencontre, face à l'Irlande. Avec un bilan d'une seule victoire et deux défaites, la Serbie ne parvient pas à dépasser le premier tour. Après cette compétition, il se met en évidence en inscrivant quatre buts lors des éliminatoires de l'Euro, avec un doublé contre Gibraltar, un but contre la Norvège, et enfin un but contre la Grèce. Il officie à plusieurs reprises comme capitaine lors de ces éliminatoires. Il dispute ensuite un deuxième championnat d'Europe, en mai 2018. Lors de ce tournoi qui se déroule en Angleterre, il joue trois matchs. Avec un bilan peu reluisant de trois défaites en trois matchs, la Serbie ne dépasse pas le premier tour. 
Avec l'équipe de Serbie des moins de 19 ans, il inscrit un but lors d'un match amical contre Israël en septembre 2018. Il marque ensuite deux buts lors des éliminatoires de l'Euro 2019, en novembre de la même année, contre le Kazakhstan et l'Irlande du Nord. Par la suite, en septembre 2019, il marque trois buts lors de matchs amicaux : un but contre Israël, puis un doublé contre la Hongrie.